# Which
which (pronom relatif anglais signifiant « lequel ») est une commande Unix (standard POSIX) utilisée pour connaître l'emplacement d'une autre commande.

## Utilisation
Cette commande affiche le chemin complet du fichier passé en paramètre en recherchant celui-ci de la même manière que si la commande avait été utilisée dans un interpréteur de commande conforme à la norme POSIX. which cherche le fichier dans la liste des répertoires contenu dans la variable d'environnement PATH.

### Options
-a
affiche tous les chemins pour chaque argument passé à la commande
Exemple sous bash :
```
$>
 
which
 
which
/usr/bin/which
$>
 
which
 
less
 

/usr/bin/less
$>
 
which
 
echo

/bin/echo

```

which se trompe pour echo, puisque c'est la plupart du temps une primitive du shell.
Sous Z Shell, which est une primitive du shell, ce qui lui donne l'avantage de retrouver les alias, les commandes internes et les fonctions du shell.
```
$>
 
which
 
which
which:
 
shell
 
built-in
 
command

$>
 
which
 
less
 

/usr/bin/less
$>
 
which
 
echo
 

echo:
 
shell
 
built-in
 
command

```